# 록 음악
록 음악(영어: Rock music)은 1950년대 미국에서 생겨난 로큰롤에서 시작된 광범위한 대중음악의 한 형식이다. 1960년대 중반부터 특히 미국과 영국에서 다양한 스타일로 발전했다. 록은 일반적으로 보컬, 리드 전기 기타, 베이스 기타, 드럼의 넷으로 구성되며, 일렉 기타와 드럼 소리가 특징이다. 대개 보컬, 전기 기타, 그리고 강한 백비트로 구성되며, 백비트는 신디사이저부터 색소폰 등, 여러 종류의 악기들에 의한 스타일이 일반적이다.
21세기에 들어서는 여러가지 악기로 다채로운 소리를 추가하기도 한다. 록 음악은 젊음의 기쁨을 찬양하거나, 때로는 젊은층이 가진 욕구 불만을 표현하기도 한다. 가사는 종종 낭만적인 사랑을 강조하지만 사회적이거나 정치적인 다양한 주제도 다루고 있다. 록 음악은 1950년대부터 2010년대까지 미국과 서구 세계에서 가장 인기 있는 음악 장르였다..

## 명칭 및 정의
록은 1950년대 로큰롤(Rock and Roll)에서 비롯되었다. 록이라는 용어는 정의하기 모호하다. 이 단어는 때때로 여러 장르들이 모호하게 섞여있는 것, 이를테면 소울, 헤비메탈 심지어는 힙합을 포함하는 것까지, 나타내는 말로 쓰인다. (넓게 보자면 로큰롤과 같은 의미를 지니며 좁게 보면 로큰롤과 다른 의미를 지닌다.)

## 특징
록 음악의 사운드는 전통적으로 전기 기타를 중심으로 하며, 베이스 기타 그리고 드럼과 심벌이 포함된 드럼 킷을 사용한다. 피아노나 해몬드 오르간, 신시사이저와 같은 건반악기도 역시 자주 사용한다. 록 밴드는 일반적으로 보컬리스트, 리드 기타리스트, 리듬 기타리스트, 베이시스트, 드러머 등의 역할을 나누어 맡는 둘에서 다섯 정도의 멤버로 구성된다. 이 일반적인 형태는 버디 홀리가 고안해냈고 비틀즈가 확립했다. 록 음악은 전통적으로는 백비트가 있는 4/4 박자의 반복적인 리듬을 자주 사용한다. 록 음악은 스타일적으로 매우 다양한 요소들을 가지고 있으며, 복잡한 역사와 다른 장르의 요소의 잦은 유입 등의 이유로 록이란 무엇인가를 음악적으로 명확하게 정의하는 것은 힘들다.

## 역사
록 음악은 처음 시작된 후 급속도로 퍼져나가 전 세계 젊은 세대의 문화를 표현하는 방법으로 자리 잡았다. 록음악이 1950년대 초 미국에서 처음 생겼을 때는 로큰롤이라고 불렀는데, 기성 세대들은 로큰롤을 한 때의 유행으로 받아들여 무시하거나 사회에 대한 도전이라고 비난했다. (기성 세대는 이전에는 스탠다드 팝을 즐겼다.) 
그렇지만 1960년대 중반, 로큰롤이 음악 형식의 하나로 자리 잡으면서 폭넓은 관심을 끌었고, 1960년대 후반에는 록음악의 뿌리였던 블루스에서 벗어나 간단히 록음악이라 부르기 시작했다. 이후 록 음악은 음반 사업 뿐만 아니라 영화, 패션, 사회, 정치 풍조에까지 영향을 미쳤으며, 음악의 한계를 뛰어넘어 새로운 음악과 결합 하면서 오늘날까지 계속 발전해오고 있다. 대표적으로는 반문화, 히피 무브먼트, 모드 사조, 비트 사조 등이 있다.
1960년대 중반 록 뮤지션들은 음반을 녹음된 음악 표현과 소비의 지배적인 형태로 싱글보다 앞서 앨범을 발전시키기 시작했고, 이러한 발전의 선두에는 비틀즈가 있었다. 그들의 공헌은 장르에 주류의 문화적 정당성을 부여하고 향후 수십 년 동안 음악 산업에서 록 기반의 앨범 시대를 시작했다. 1960년대 후반 " 클래식 록 "  기간에는 블루스 록 , 포크 록 , 컨트리 록 , 서던 록 , 라 가 록, 재즈 록 과 같은 하이브리드를 포함하여 다양한 록 음악 하위 장르가 등장하여 록 음악 의 발전에 기여했다. 반문화 사이키델릭 및 히피 장면 의 영향을 받은 사이키델릭 록 . 등장한 새로운 장르에는 예술적 요소가 확장된 프로그레시브 록 , 쇼맨십과 시각적 스타일이 강조된 글램 록이 포함되었다. 1970년대 후반 펑크 록은 수수하고 정력적인 사회, 정치적 비평을 내놓으며 반응했다. 펑크는 1980년대 뉴 웨이브 , 포스트 펑크 , 결국 얼터너티브 록 에 영향을 미쳤다.
1990년대부터 얼터너티브 록이 록 음악을 장악하며 그런지 , 브릿팝 , 인디 록 등의 형태로 주류에 진입하기 시작했다 . 이후 팝 펑크 , 일렉트로닉 록 , 랩 록 , 랩 메탈 을 포함한 추가 융합 하위 장르가 등장했다. 일부 운동은 2000년대의 개러지 록 / 포스트 펑크 부흥을 포함하여 록의 역사를 재검토하려는 의식적인 시도였다. 2010년대 이후 록은 세계 문화에서 가장 뛰어난 대중음악 장르로서의 위치를 잃었지만 상업적으로는 여전히 성공을 거두고 있다. 힙합 과 일렉트로닉 댄스 음악 의 영향력 증가는 록 음악, 특히 2010년대 초반의 테크노팝 씬과 2020년대 팝펑크힙합의 부활 에서 볼 수 있다.
록은 또한 영국의 모드 와 로커 , 히피 운동, 1960년대 미국 샌프란시스코에서 퍼진 더 넓은 서구 반문화 운동을 비롯한 주요 하위문화를 이끄는 문화 및 사회 운동의 매개체 역할을 했다. 그 중 후자는 오늘날까지 계속되고 있다. 마찬가지로 1970년대 펑크 문화 는 고스(goth) , 펑크(punk), 이모(emo) 하위문화를 낳았다. 항의 노래 의 민속 전통을 계승한 록 음악은 인종, 성, 마약 사용에 대한 사회적 태도의 변화뿐만 아니라 정치적 행동주의와 연관 되어 왔으며 종종 성인 소비주의 와 순응에 대한 청소년 반란의 표현으로 간주된다. 동시에 상업적으로도 큰 성공을 거두며 매진 이라는 비난을 받기도 했다.

## 장르의 변천사
1940년대 재즈가 점점 어려워짐에 따라 대중에 멀어졌다. 재즈의 쇠퇴와 록의 도래 사이의 과도기 시절인 1950년 대 초반에는 스탠다드 팝이 주류를 이루었는데 대표적인 가수로서는 빙 크로스비, 프랭크 시나트라, 팻 분, 냇 킹 콜 등이 있었다. 미국 사회의 주류였던 백인 기성 세대들이 스탠다드 팝을 즐겼다면 비주류 계층인 흑인들은 블루스 음악을 즐겼으며 농촌의 백인들은 컨트리 송을 즐겼다. 블루스 음악은 스윙 재즈의 영향을 받아 곧 리듬 앤 블루스로 진화했다. 그리고 컨트리 송은 여러 가지 형태로 발전을 하고 있었다. 한국의 리듬 앤 블루스 음악과는 달리 보통의 리듬 앤 블루스는 초기 로큰롤의 형태이다. 로큰롤은 백인 청소년에게 점점 많은 인기를 끌게 되었는데 가수는 주로 흑인이었다. 대표적으로 척 베리와 리틀 리차드가 있었다. 이에 음반 제작자들은 틈새 시장을 노리고 있었는데 그것은 바로 흑인의 음색을 낼 수 있는 백인 가수를 찾는 것이었다. 왜냐하면 당시에는 숨겨진 리듬 앤 블루스 명곡을 백인이 커버를 하면 무조건 성공한다는 이야기가 있었기 때문이다. 따라서 백인들이 가수로 등장하게 되는데 대표적으로 엘비스 프레슬리와 제리 리 루이스, 빌 헤일리, 버디 홀리 등이 있었다. 이들의 장르를 로커빌리 라고 하는데 이것은 로큰롤과 컨트리 송의 진화 형태인 힐빌리를 합친 말이다. 이런 음악들은 미국 주류 사회를 뒤흔들었다. 그리고 영국으로 건너가 리버풀 등 항구 도시에서 유행을 하게 되었다. 로큰롤은 재즈와 결합하여 스키플 사운드를 만들어냈는데 대표적으로 비틀즈가 있었다. 주류가 로큰롤을 하였다면 언더그라운드 비주류는 블루스와 재즈 음악을 하였다. 기존의 블루스 음악은 미국에서 탄생했는데 처음에는 통기타와 하모니카 등으로 이뤄진 컨트리 블루스와 델타 블루스 등이 있었다. 곧 미국이 발전을 하게 되고 도시화가 진행됨에 따라 블루스에도 전기 악기가 접목되어 일렉트릭 블루스가 되었는데 특히 시카고에서 인기를 끌어 시카고 블루스라고 부르게 되었다. 이런 음악은 로큰롤이 도래하기 이전 영국으로 전해져 언더그라운드 뮤지션(백인)들은 브리티시 블루스를 만들어냈다. 대표적인 아티스트로는 알렉시스 코너와 존 메이올이 있었다. 로큰롤을 하지 않았던 영국 가수 중 클리프 리차드는 미국 공연을 시도했으나 실패를 하고 말았다. 비틀즈가 그 다음 공격을 하여 성공을 했는데 이를 브리티시 인베이전이라고 한다. 뒤이어 애니멀스, 데이브 클락 5, 무디 블루스 등이 진출을 하였다. 이런 가수들은 모두 사조를 이끌었는데 이것은 프랑스의 누벨바그 사조에 영향을 받은 것이었다. 이런 음악 이외에도 브리티시 블루스를 하던 사람들도 미국 진출을 하게 되었는데 대표적인 가수가 롤링스톤즈였다. 당시 미국 사회는 베트남 전쟁으로 혼란스러웠는데 기성 세대에 반발한 젊은이들이 비트 사조에 빠져들었고 곧 히피 무브먼트로 진화하였다. 이들은 마약을 하였는데 음악적으로도 영향을 받아 사이키델릭 록이 등장하였다. 사이키델릭 록과 베트남 전쟁에 반대하는 정치적인 언급을 하는 포크 송도 등장하였다. 대표적으로 피트 시거와 밥 딜런, 조안 바에즈 등이 있었다. 한편 이런 식으로 미국식 사이키델릭 록이 마냥 외쳐대는 밴드였다면 영국식 사이키델릭 록은 예술적, 음악적인 실험을 많이 하게 되었다. 비틀즈의 영향을 받은 밥 딜런이 포크 송과 로큰롤 사운드를 절묘하게 결합시킨 포크 록을 만들어냈다. 영국식 사이키델릭 록의 발전으로 곧 프로그레시브 록이 등장하게 되었고 브리티시 블루스의 영향으로 블루스 록이 등장하게 되었다. 블루스 록을 하던 밴드였던 크림은 하드 록을 만들어내게 되었고 지미 헨드릭스는 사이키델릭 사운드와 결합시켜 하드 록을 더욱 발전시켰다. 록 음악은 그 자체로도 중요하지만 흑인 음악의 영향도 중요하다.

## 비화
락의 시초는 블루스이며 1930년대 로버트존슨이 개발한 리듬이 시초가 된다. 하지만 로버트 존슨이 약혼녀에게 독살 당하고 그가 개발한 리듬은 오랫동안 알려지지 않다가, 그에게 영향을 받은 50년대 척베리 등과 같은 블루스 뮤지션들이 그의 리듬을 발전시켜 락앤롤의 선구적인 역할을 한다. 동시대의 엘비스 프레슬리, 제리 리 루이스 같은 락앤롤 뮤지션들의 노래는 젊은 이들을 크게 열광시킨다. 그러나 이러한 현상은 당시의 기성 세대들에겐 큰 충격이었다.
관습적으로 락이 악마의 음악이라고 불리는 이유가 있다. 대표적으로 락 이전에 존재했던 블루스는 악마의 음악으로 불리었다. 그 이유는 흑인들의 음악이었기 때문이다. 그 시대에 흑인들에 대한 차별은 상상을 불허하여 그들이 하는 모든것은 매도되기 일수였기 때문이다. 음악도 그 굴레에서 벗어날수 없었기 때문에 블루스는 '악마의 음악'이라고 매도되었다. 이때문에 재즈같은 경우는 어느정도 즐기는 백인들이 적잖게 있었지만 흑인들의 한이 담긴 블루스를 즐기고 연주하는 백인들은 찾기 힘들었다. 또한 앞서 소개한 로버트 존슨의 일화중 미시시피 십자로에서 악마를 만나 음악을 배웠다는 전설도 생겨났다. 이렇게 와전된 전설 역시 블루스가 악마의 음악으로 불리는데 결정적 역할을 했다.
그러나 얼마 지나지 않아 이런 블루스에서 발전한 락앤롤을 백인들이 공연장에서 열렬히 부르자 젊은이들은 지금까지 볼수 없었던 열광을 한다. 클래식, 재즈, 스탠다드 팝 등 기존의 음악을 뒤로하고 락에 열광하는 젊은이들의 모습은 그 전까지는 없었으며, 음악을 들을 때 미친 듯이 소리 지르는 것은 금기였다. 이러한 모습은 기성세대들에겐 젊은이들이 미친것으로 보였으며, 이러한 락은 기성세대의 주 공격 대상이 되었다. 락앤롤은 젊은이들을 악마의 유혹에 빠뜨리는 주적이 된것이다. 이러한 편견을 조장하는 대표적인 세력으론 기독교가 있었다. 1950년대 락앤롤 뮤지션인 제리 리 루이스의 실화를 다룬 영화 『Great Balls of Fire』을 보면 기독교가 락앤롤을 얼마나 매도하였는지 알 수 있다. 제리는 마지막에 "락앤롤이 악마의 음악이라면 나는 지옥에서도 피아노를 치겠다."라는 말을 했을 정도이다.
앞서 살펴본 것과 같이 초기 락앤롤은 기독교 관습으로 인해 '악마의 음악'이라고 불렸다. 하지만 시간이 흘러 흑인에 대한 차별이 줄고 젊은이들의 열광도 익숙해지며, 락은 성장세를 타게 된다. 하지만 그만큼 락에 대한 매도가 끊이지 않았던 것은 갈수록 퇴폐적인 성향이 짙어졌기 때문이다.
1960년대 락앤롤 밴드 비틀즈는 발라드 명곡 Yesterday를 발표해서 기성세대에게도 락앤롤을 한다고해서 다 천덕꾸러지는 아니라는 인상을 심어준다. 하지만 악동으로 유명한 롤링스톤즈는 온갖 성적인 발언과 추악한 행동으로 기성세대들에게 좋지 않은 인상을 남겨준다. 또한 1960년대 후반 샤이키델릭이 성행할 때, 샤이키델릭의 음악 성향상 마약의 복용은 흔하게 이루어졌고 이에 따라 락은 매우 퇴폐적인 모습을 보인다. 지미 헨드릭스, 제니스 조플린등이 이런 약물에 의해 사망한다.
또한 락은 대중음악중에서 큰 비중을 차지하는 음악이기 때문에 다양한 사람들이 몰리기 때문에 사고도 자주 발생할 수밖에 없었다. 대표적인 예로 저항을 상징하는 포크 뮤지션들은 사람들을 이끌고 다니면서 사회에 대한 저항만 뿐만 아니라 폭력적이고 성적인 문제도 자주 일으켰다. 또한 당시에 유행하던 샤이키델릭, 포크등에 의해 히피문화가 발전하고 약물, 퇴폐성, 폭령성 등의 어두운 부분이 극에 다다른다.
기독교 계열에서 비판을 받는 또다른 이유는 락 뮤지션들중에 반-기독교 성향을 보이는 무신론자도 많을 뿐더러 성적으로 개방적이고 욕을 잦게 하는 사람도 많다는 것도 있다.

## 같이 보기
- KROQ 106.7 - 미서부 최대의 록 음악 전문 라디오 방송국
- 록 음악 장르 목록